# Биби Андерсон
Берит Елизабет Андерсон (швед. Berit Elisabeth Andersson; Стокхолм, 11. новембар 1935 — Стокхолм, 15. април 2019), позната под именом Биби Андерсон (швед. Bibi Andersson), била је шведска глумица.

## Младост
Биби Андерсон је рођена као Берит Елизабет Андерсон у Стокхолму као ћерка Карин, социјалног радника, и Јосефа Андерсона, предузетника. Студирала је глуму у Терсерус драмској школи и у Краљевском драмском позоришту у Стокхолму.
После завршене школе, пристала је да се придружи Краљевском драмском позоришту, у којем је глумила 30 година. Њена прва сарадња са Ингмаром Бергманом била је 1951. године, када је учествовала у продукцији рекламе за детерџент “Брис”. Током педесетих, шездесетих и седамдесетих година глумила је у више од десет Бергманових филмова, укључујући Седми печат, Дивље јагоде, Ивица живота, Мађионичар, Страст, Додир и Персона.

## Каснија каријера
Године 1963. на 13. Берлинском филмском фестивалу, Андерсононова је добила Сребрног медведа за најбољу глумицу за њену улогу у Шемановом филму Љубавница.
Њена улога медицинске сестре Алме у филму Персона из 1966. године, довела је до повећања понуде за филмске улоге, и исте године глумила је у филму Двобој у Диаблу заједно са Џејмсом Гарнером и Сиднијем Поатјеом. За улогу у Персони добила је Златну бубу за најбољу глумицу. Након тога уследила је даља сарадња са Бергманом као и сарадња са Џоном Хјустоном (Кремаљско писмо) и Робертом Алтманом (Квинтет). Свој први наступ у америчком позоришту остварила је 1973. године у Ремарковој представи Пун круг.
Године 1990. радила је као директорка позоришта у Стокхолму. Крајем осамдесетих и почетком деведесетих радила је углавном на телевизији и у позоришту. Била је надзорник хуманитарног пројекта Пут за Сарајево.

## Приватни живот
Године 1996. објавила је аутобиографску књигу Трептај ока. Била је удата за режисера Шела Греде од 1960. до 1973. године са којим има ћерку Јени, и, други пут, за политичара и писца Пер Алмарка. Од 2004. године удата је за Габријела Баеза. Године 2009. доживела ја тежак мождани удар због чега је била хоспитализована и није могла да прича.